# Esclavitud en el antiguo Egipto

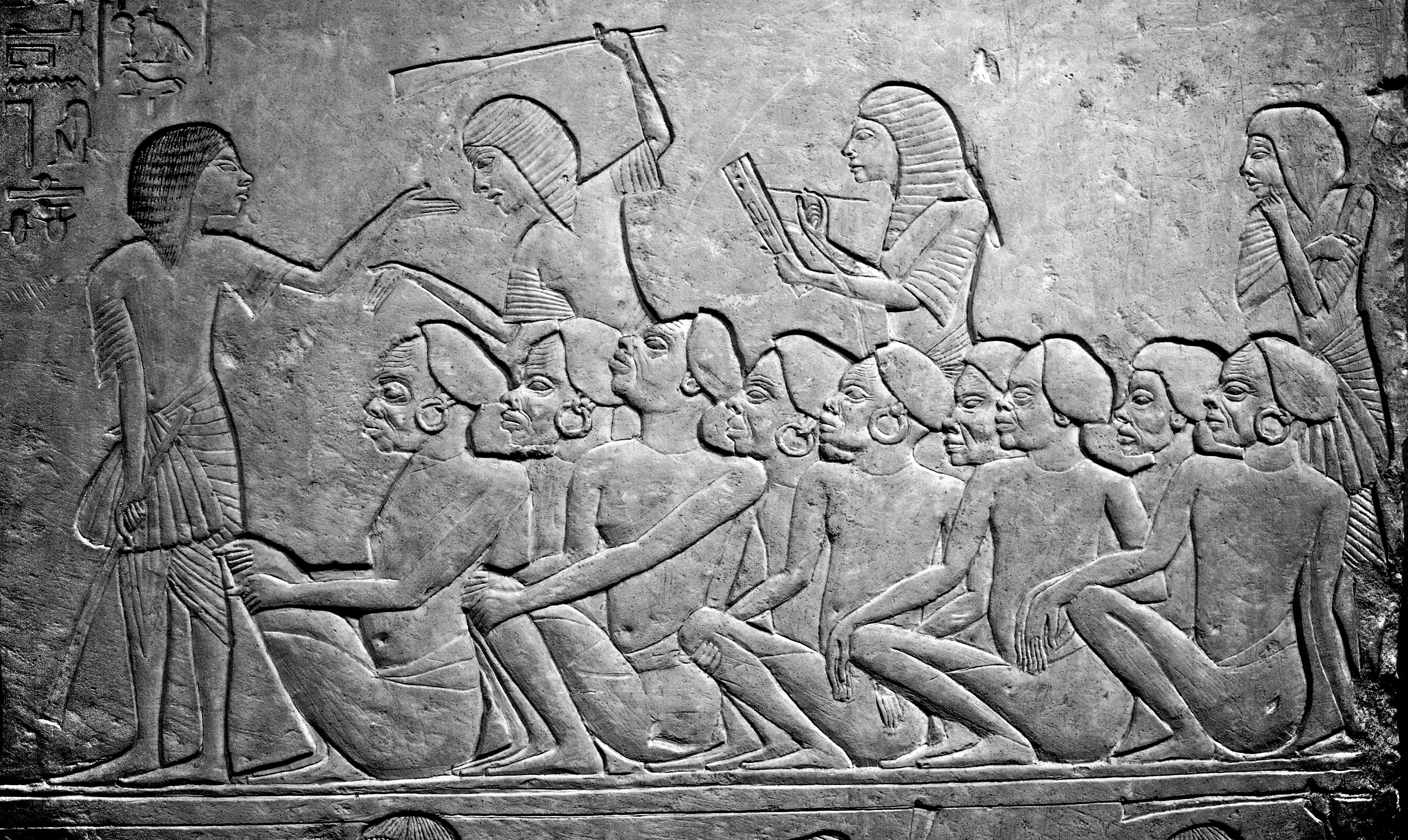
Recuento de esclavos nubios (Dinastía XVIII de Egipto) - Museo arqueológico de Bolonia.

Se conoce como esclavitud en el antiguo Egipto los diferentes regímenes de servidumbre existentes en la civilización egipcia durante la antigüedad. El concepto «esclavitud» hace referencia a la condición de un individuo que se encuentra privado de su libertad, y que se convierte en la propiedad, explotable y negociable como bien material, de otra persona. Según esta definición, los egiptólogos no han podido ponerse de acuerdo sobre la existencia de la esclavitud en el antiguo Egipto, discutiendo tanto la definición como su aplicación. Estos especialistas están de acuerdo en que la esclavitud, tal como se practicó en la Grecia antigua, no existió antes del periodo de la dinastía ptolemaica; sin embargo, también concuerdan en aclarar que sí convivieron diversas formas de servidumbre.
Entre los diversos tipos de servidumbre existentes en Egipto, destacan los trabajos forzados, consistentes en la obligación, por parte de los campesinos, de trabajar en grandes obras de infraestructuras, tales como el mantenimiento de los canales de irrigación o la construcción de grandes edificios monumentales, durante el período en que la crecida del río Nilo impedía los trabajos agrícolas, práctica que algunos historiadores consideran una manera de ocupar la población y evitar actitudes ociosas; o las condenas de derecho común, que en algunos casos también se traducían en trabajos forzados. Este estatus se podía, en algunos casos, transmitir de madres a hijos. Si el padre era libre, pero la madre no; el hijo servía de esclavo.
Todavía así, estos siervos «obligados» tenían derechos legales, y en muchos casos podían recibir un salario o, incluso, ser ascendidos. Además, la violencia física era muy poco frecuente y, en caso de padecerla, la víctima podía reclamar ante un tribunal. Algunos de los trabajadores eran voluntarios, que se ofrecían para trabajar en familias de la alta aristocracia; o bien personas que habían perdido sus bienes y que veían este trabajo como una manera de recuperar la condición social. Finalmente, los esclavos domésticos recibían alojamiento, comida, telas, aceites y vestidos. Se calcula que los esclavos en Egipto no llegaron a superar el 5% de la población.

## Imagen de Egipto esclavista

### La esclavitud en la memoria egipcia

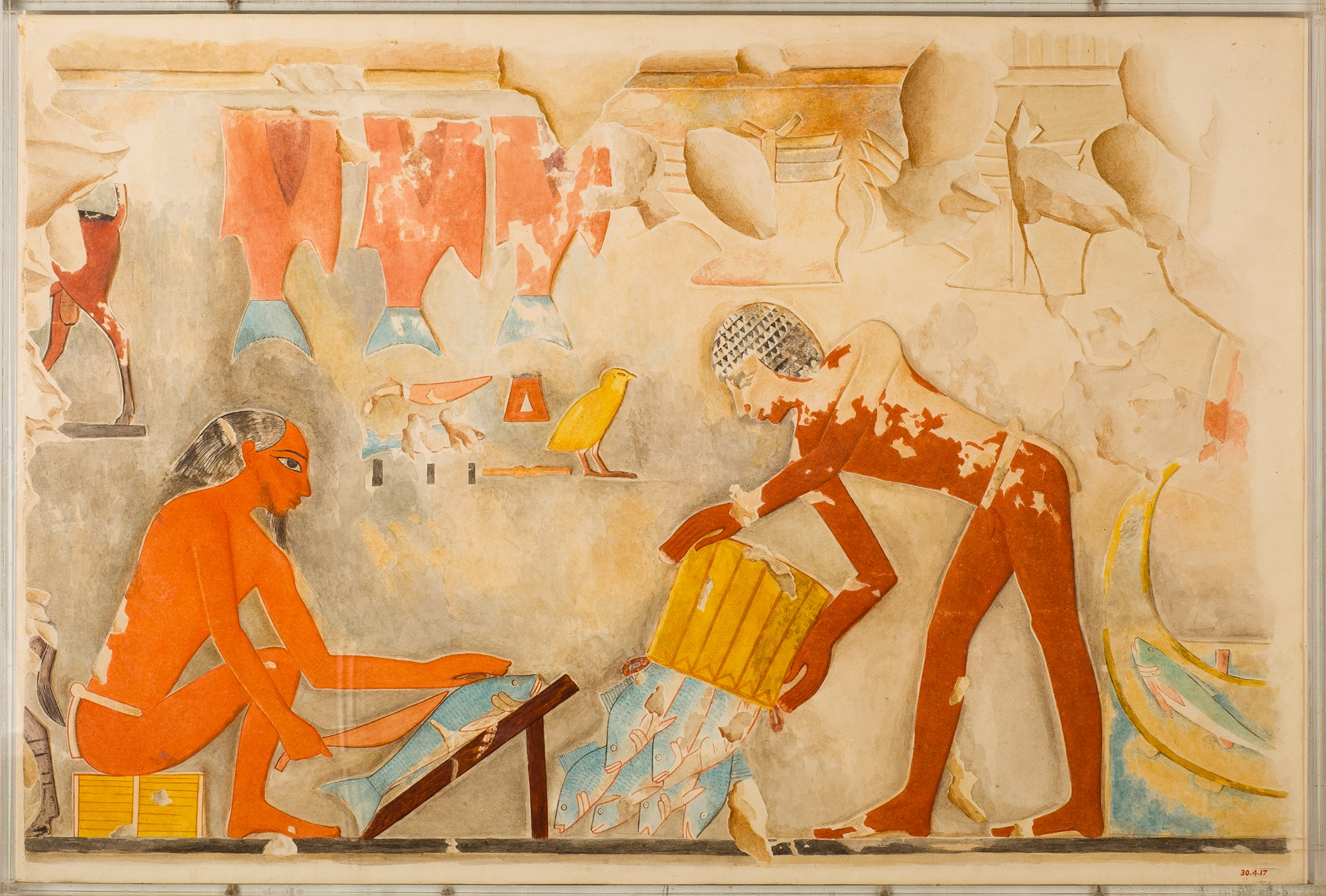
Esclavo asiático preparando pescado, Tumba de Puyemre, Reino Nuevo.

La imagen de un Egipto ocupando una de las grandes cantidades de esclavos en la construcción de sus monumentos, aparece ya durante la antigüedad y se mantiene hoy en día —a través, principalmente, de las películas históricas de la década de 1960—. Antes del nacimiento de la egiptología, en el siglo XVIII, el antiguo Egipto únicamente se conocía a través de las historias narradas por los autores griegos ( Heródoto, Diodoro, etc ...) para los que una sociedad que había producido tales obras monumentales no se podría concebir sin la esclavitud, y por los redactores hebreos de la Biblia que, según Damiano-Appia, «tenían la necesidad de crear un trasfondo histórico Capaz de fortalecer la identidad cultural de su pueblo». Para quienes no aceptan el relato bíblico como literal, la descripción de la esclavitud en el texto bíblico no es, pues, un testimonio histórico, sino una construcción literaria exagerada que subraya la idea de liberación.

### Término de «esclavitud» controvertido
Año 2, segundo mes de la estación akhet, día 18: testamento realizado por el sacerdote del templo, superior del clan de Soped y maestro de Oriente, Ouah. Hago un testamento en favor de mi mujer ... / ... Shefet, de apellido Téti, referente a todos los bienes que me ha legado mi hermano ... / ... Ankhreni, así como la totalidad del mobiliario en su lugar; en suma, todo lo que me dejó. Ella lo dará a quien ella quiera de los hijos que habrá tenido conmigo. Le dejo los tres asiáticos que me legó mi hermano. (...) Ella los donará a quien ella quiera de sus hijos.»
Tallet P., Sesostris III y el final de la dinastía XII , p. 214

El testamento de Ouah —que data de los inicios del reino de Amenemhat IV— da fe de la posibilidad de legar personas de la misma manera que se lega mobiliario. Esta posibilidad está documentada desde el Imperio Antiguo de Egipto. Las personas son, pues, propiedades explotables y negociables. Sin embargo, la ausencia de la codificación completa de la persona crea controversia en el uso del término de «esclavo». Ciertos autores consideran que las primeras muestras reales de esclavitud habrían aparecido a principios de la dinastía XVIII —1550 aC - 1295 aC—. La detención de esclavos provendría de los cautivos de guerra que el faraón daba como botín o recompensa a los soldados y a los generales vencedores u otros personajes importantes. Para otros autores, las primeras ventas de esclavos stricto-sensu, «para ellos», se habrían dado en el transcurso de la dinastía XXV. Finalmente, otros autores datan la aparición de la esclavitud en el antiguo Egipto durante la invasión griega liderada por Alejandro Magno (332 aC) y el inicio de la dinastía ptolemaica (305 aC).

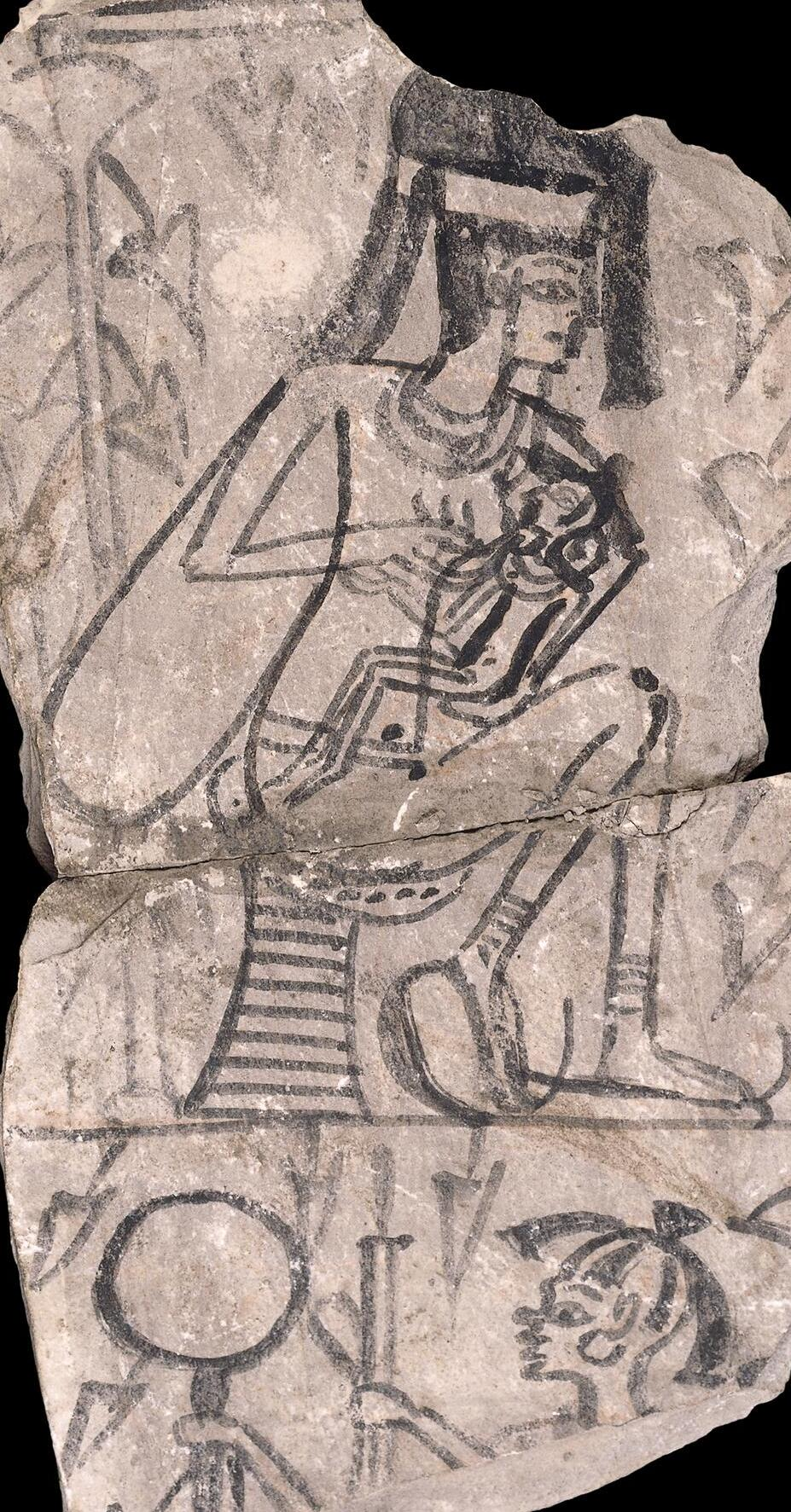
Mujer, posiblemente Esclava amamantando a un bebé, Periodo Ramesida, 1295BC-1069BC.

## Realidad más igualitaria
En el año 2001 la arqueóloga Bernadette Menu,comenta: 

El tema de la esclavitud en el Egipto faraónico debe revisarse completamente a la luz de las fuentes existentes: por una parte, el análisis del discurso y la iconografía real formal, nos permite entender mejor el destino de los cautivos de guerra ; en segundo lugar, su reinserción, en un contexto de los archivos -documentos legales- presentan el tamaño en que las ventas de esclavos o la venta de un mismo como esclavo, nos autoriza a interpretar estos acuerdos como operaciones sobre trabajo asalariado. De ello se desprende que los sirvientes -hemou, bakú- son hombres libres, integrados en la maquinaria política y económica del estado, disfrutando de una movilidad geográfica y legal, y con los mismos derechos y deberes que la población en general.

A lo que respecta más específicamente los derechos de Ḥm.w (o bȝk.w):

De hecho, había un estado civil, de derechos familiares y patrimoniales; que podían contratar, demandar, ser demandados o testar ante la justicia, y eran también responsables en cuanto a la fiscalidad, esto elimina inmediatamente cualquiera de sus condiciones de esclavo. Los supuestos contratos de «subastas de esclavos» que se produjeron en el último periodo son, si comparamos estas transacciones en su contexto de archivo de cesiones temporales de mano de obra y servicios, previamente evaluadas y medidas, y pueden ser también una transmisión como parte de las sucesiones (...) la exclusión que caracteriza la esclavitud no tiene razón de ser en una sociedad que practica, por el contrario, la integración a todos los niveles. La práctica del sistema de trabajo forzado -al que estaba sujeto toda la población- permitía la obtención peródica de días de trabajo en beneficio del estado, de la administración o de los templos, y con esto, se hacía necesario recurrir a la institución de la esclavitud.

De acuerdo con el Dictionnaire de l'Antiquité:

Ofrecemos la siguiente definición sobre la ley faraónica: un conjunto de normas comunitarias, derecho consuetudinario y jurisprudencia, que ha afianzado la autoridad real emanada de teóricamente de toda exclusiva, mantenida y garantizada por el rito, de un dios-rey en la tierra y sobre el pueblo de Egipto. El concepto de maat, cristaliza este derecho basado en la equidad.

Bernadette Menu propone la siguiente definición de maat: «todas las condiciones -orden, victoria, justicia, equidad, prosperidad ... - que dan a luz y que renuevan la vida; el orden sobre el origen de la vida.»

## Formas de servidumbre en Egipto
Algunas formas de servidumbre:

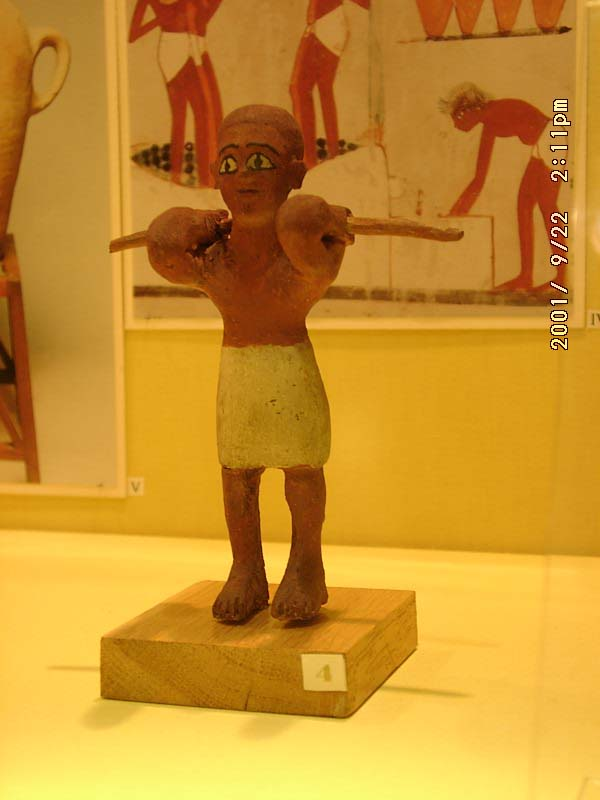
Pequeña estatua de esclavo Ushebti en el museo de Bellas Artes de Budapest.

- Issw : El término issw estuvo en uso en la dinastía VI. Es traducible como «mi propiedad». Esto significa que un sirviente, propiedad de un maestro tiene un papel especial en el servicio funerario.[10]
- Bȝk : El término bȝk es la forma más controvertida en cuanto a su traducción. Parece ser más que un sirviente normal.[11] Sin embargo, una estrella del Imperio Antiguo de Egipto describe la adquisición de Bȝk.w, que demuestra la posibilidad de una transferencia de propiedad.[12]
- HM : El término HM parece atribuirse principalmente a los prisioneros de guerra.[13]

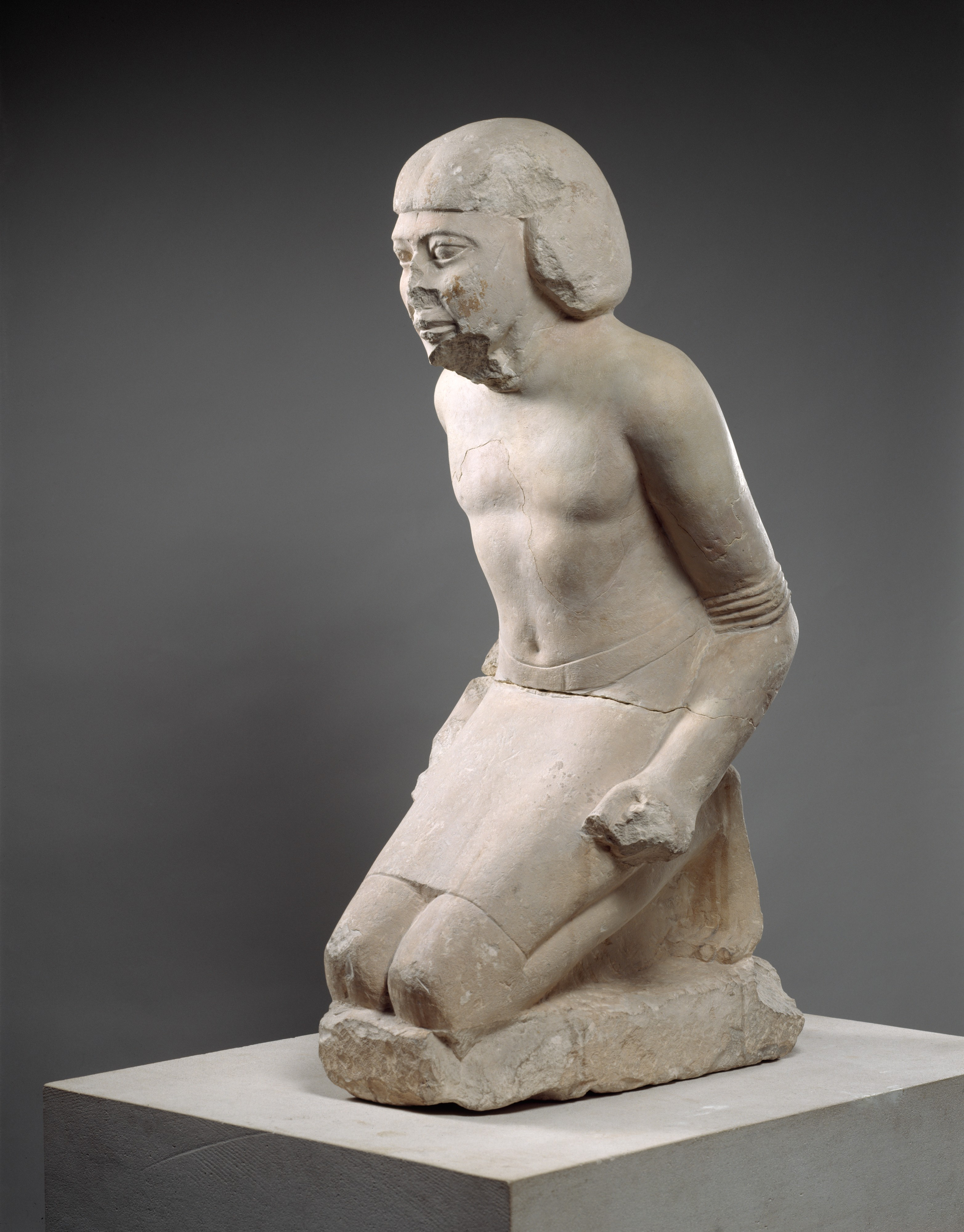
Estatua de un cautivo extranjero arrodillado y amarrado, este fue despojado de su vestido y esta vestido como un Egipcio por sus captores para su Autorretrato, tiene una expresión que parece transmitir una profunda humillacion y resignación, ca. 2246-2152 a. C.

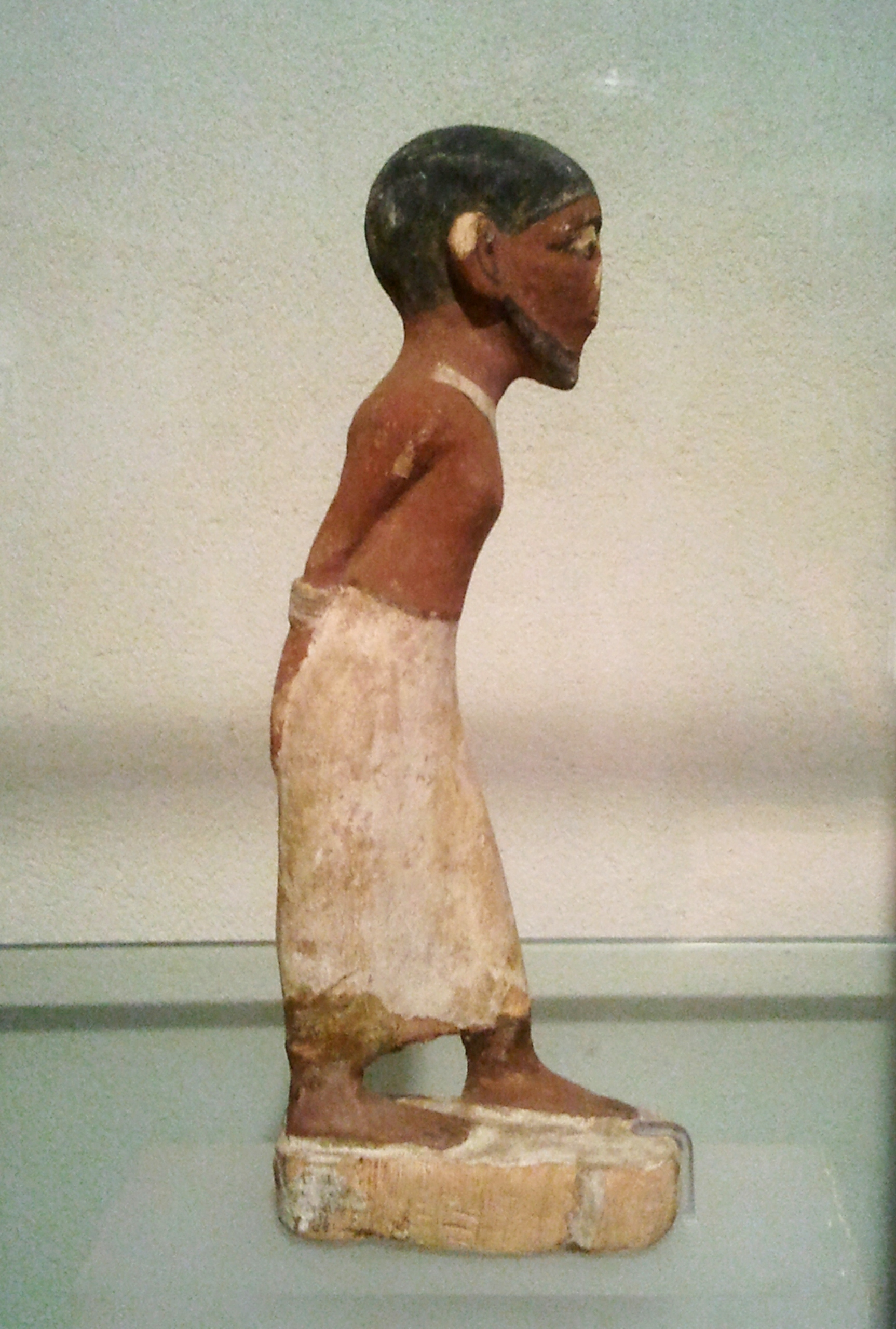
Figurilla de un esclavo semita.

De acuerdo con Lange-Schäfer, unas ciertas servidumbres podrían ser reconocidas por llevar collar y brazalete verde, y en caso de fuga, podían ser investigados y procesados.  Sin embargo, estas personas tenían derechos: el matrimonio, la propiedad ... Y al llegar el momento de casarse una sirviente con un hombre de la familia u otro empleado; en esta ocasión los maestros podían constituir una dote.
Las tablillas de arcilla de «contratos ushebti» describen un sistema de servidumbre por deudas. Los ushebti debían trabajar para pagar su deuda. Esto podía ser una copia del sistema de servidumbre humana. Que se encuentra en Deir el-Medina, en la casa de las «esclavas femeninas», nombre con el que se conoce el grupo de sirvientes femeninos de las casas particulares. La jornada de trabajo podía ser transferida, vendida o legada. Con lo cual el sistema de servidumbre en Egipto parece ser más un trabajo forzado de grupo que de persona.

## Trabajos forzados y grandes obras

### Durante el Imperio Antiguo y Medio
El descubrimiento de cuarteles y de un cementerio civil cerca de las pirámides de Kefrén y Micerino confirma la idea según la cual los obreros en la construcción eran mayoritariamente hombres, algunos sometidos una vez al año —durante la crecida del Nilo— a trabajos forzados, pero que estaban bien tratados. Es posible que parte de la explicación a esta diferencia de trato, en comparación con otras civilizaciones coetáneas, sea el desarrollo del derecho individual egipcio, muy superior a la existente en el Imperio Romano.
En el Imperio Antiguo de Egipto existía una forma de servidumbre temporal. Bajo el nombre de MRT, estos hombres podían quedar afectados por el trabajo. El decreto de Coptos B describe el caso de la labrada de los terrenos del rey Min. Según se dice en las inscripciones, «... que la Majestad de Mi Señor había permitido concederme un campo (...) con los MRT de mi mar y llenos de toros, de cabras y de patos», los MRT podían ser otorgados por el rey a las instituciones o a particulares.
Durante el Imperio Medio de Egipto, el título de MRT desapareció pero el sistema de servidumbre temporal persistió, sobre todo en el reclutamiento para las expediciones mineras. En esta época, apareció el nombre de Hsbw.

### Durante el Imperio Nuevo de Egipto

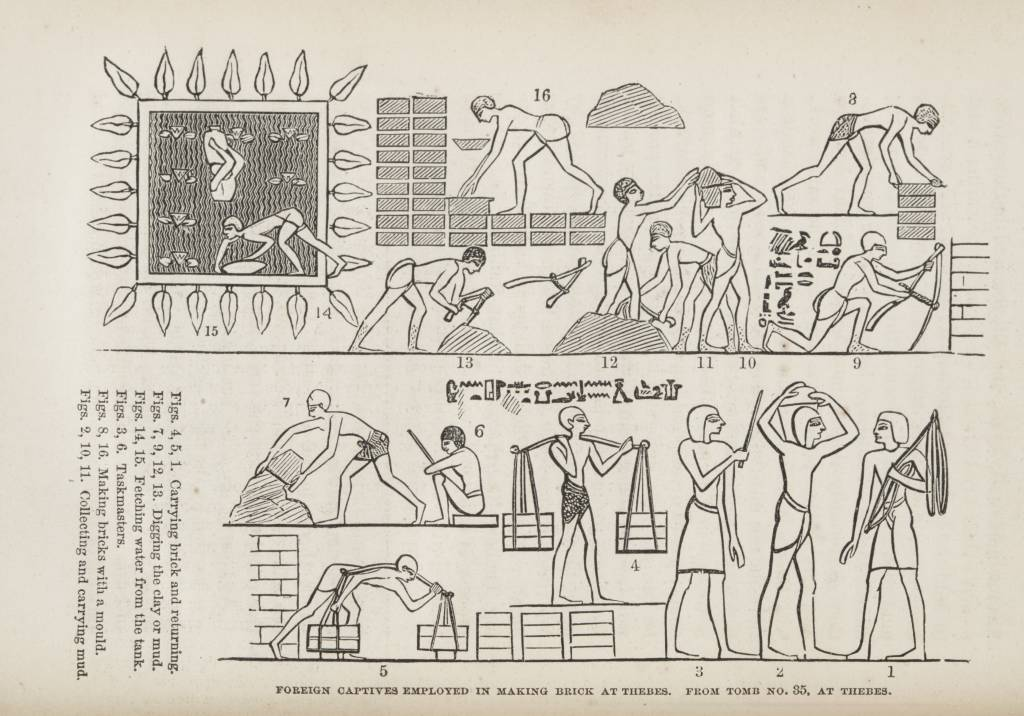
Representación de obreros fabricando ladrillos. Tumba de Rejmira.

Las grandes obras fueron hechas por hombres bajo diversas formas de servidumbre.
La representación en la tumba del visir Rejmira —aprox. 1450/1400 a. C.— muestra un grupo de trabajadores semitas que construyen junto con trabajadores de Egipto un muro de ladrillo. Este dibujo es interpretado como una demostración de la igualdad de condiciones entre los dos grupos y la ausencia de la esclavitud en el antiguo Egipto. Christiane Desroches Noblecourt, subrayó este punto en la exposición sobre Tutankamón en París en 1967, donde fue la organizadora. Los trabajadores de las grandes obras también parece que fueron bien tratados. Un texto de Ramsés II —aprox. 1304/1213 a. C.—, dirigido a los trabajadores del distrito de Heliópolis describe su situación y los beneficios que tenían, dejando sin lugar a dudas como fueron las relaciones con estos trabajadores.
Los trabajadores en Deir el-Medina —de la XVIII a la XX dinastía—, constructores del Valle de los Reyes, formaron una categoría aparte. Mimados por el faraón y sus funcionarios, les otorgaron viviendas individuales y fueron empleados y mantenidos por el faraón. La primera huelga de los trabajadores de Deir el-Medina el año 29 de Ramsés III, que se informa en el Papiro de la huelga, sigue siendo famosa.

## Servidumbre de los prisioneros de guerra
Las numerosas incursiones libradas en las fronteras por los ejércitos egipcios y luego en las batallas del Imperio Nuevo lograron reunir muchos prisioneros. Por lo tanto, los escritos egipcios afirman que Tutmosis III capturó en la batalla de Megido, 340 prisioneros sin contar los numerosos sirvientes hombres y mujeres. Estas cifras, que pertenece a la propaganda real, no reflejan necesariamente los hechos, sino la existencia de captura de prisioneros.

Su Majestad estaba furioso contra él mismo como un guepardo, Su Majestad lanzó su primera flecha que dio contra el pecho del vil enemigo. [...] Sus sirvientes fueron tomados como prisioneros vivos.

«Prisioneros vivos» es la traducción de ȝnḫ SQR, que etimológicamente significa «vivir herido». El enemigo capturado o bien podía ser trasladado a Egipto o, más excepcionalmente, ser ejecutado. Así, durante el reinado de Amenhotep II, siete líderes sirios fueron ejecutados. Los textos de los sarcófagos reflejan un temor a ser capturado y expresan que su destino podía ser reservado: «No estarás enfermo, no serás hecho prisionero, no serás herido, no estarás bajo vigilancia, no te pondrán en el lugar de la ejecución, donde se pone a los rebeldes.»
Los «prisioneros de guerra» podían ser enviados a Egipto y se encuentra indicado en documentos los nombres de las personas o los templos donde fueron asignados para trabajar. Estos prisioneros podían ser marcados a fuego, con un hierro al rojo. Recibían nombres egipcios y le era prohibido usar su vestido por considerarse impuro y reemplazado por prendas egipcias de lino como el shenti, como marca de egipcianización y asimilación.
Los príncipes vasallos podían ser tomados como rehenes y llevados a Egipto. Bajo el título de HRD n kȝp, —hijo de Kep—, una vez egipcianizados ocupaban cargos de altos funcionarios de la administración egipcia o regresaban como soberanos aliados de Egipto.